# La Mort et les Masques
La Mort et les Masques est un tableau réalisé par le peintre belge James Ensor en 1897. Il est conservé depuis 1939 à La Boverie, à Liège.

## Description
De format horizontal, cette huile sur toile représente différentes figures carnavalesques entourant la Mort, alors que dans le ciel derrière elles deux Faucheuses poursuivent une montgolfière.

## Historique
Partie des collections de la Kunsthalle de Mannheim, à Mannheim, en Allemagne, l'œuvre est perçue comme de l'art dégénéré par le Troisième Reich, qui la cède en 1939 lors de la vente de Lucerne, à Lucerne, en Suisse. Achetée à cette occasion par la ville de Liège, elle est conservée à La Boverie.